# Phình động mạch chủ bụng
Phình động mạch chủ bụng được định nghĩa là sự phình khu trú của động mạch chủ bụng với đường kính ngang lớn hơn 3 cm hay 50% so với bình thường. Phình động mạch chủ bụng thường không có triệu chứng cho đến khi túi phình bị vỡ ra. Trong vài trường hợp, bệnh nhân có thể sẽ đau ở phần bụng, lưng hoặc chân. Các túi phình lớn đôi khi có thể cảm nhận được bằng cách ấn vào vùng bụng. Khi túi phình vỡ, bệnh nhân sẽ thấy đau ở bụng hoặc lưng, tụt huyết áp, hoặc ngất, và thường dẫn đến tử vong.
Phình động mạch chủ bụng thường gặp ở những người trên 50 tuổi, nam giới và có tiền sử gia đình. Các yếu tố nguy cơ khác bao gồm hút thuốc lá, huyết áp cao, và các bệnh lý tim hay mạch máu khác. Các rối loạn di truyền làm tăng nguy cơ mắc bệnh bao gồm hội chứng Marfan và hội chứng Ehlers–Danlos. Phình động mạch chủ bụng là dạng thường gặp nhất của phình động mạch chủ. Khoảng 85% trường hợp túi phình nằm ở dưới thận, còn lại nằm ở vị trí ngang bằng hoặc trên thận. Tại Hoa Kỳ, nam giới có hút thuốc trong độ tuổi 65 – 75 được đề nghị tầm soát bằng siêu âm. Tại Anh, tất cả nam giới trên 65 tuổi được khuyến nghị tầm soát. Trong trường hợp tìm thấy túi phình, các xét nghiệm siêu âm khác sẽ được chỉ định.
Không hút thuốc là biện pháp phòng tránh bệnh đơn giản và hiệu quả nhất. Các biện pháp phòng bệnh khác bao gồm điều trị huyết áp cao, điều trị tình trạng cholesterol máu cao và tránh thừa cân. Phẫu thuật thường được khuyến nghị khi đường kính túi phình phát triển vượt hơn 5,5 cm ở nam và hơn 5 cm ở nữ. Nếu đường kính đoạn mạch phình tăng nhanh (hơn 1 cm /năm) hoặc xuất hiện các triệu chứng lâm sàng thì bệnh nhân cũng được chỉ định phẫu thuật. Phương pháp phẫu thuật có thể là mổ hở hoặc can thiệp nội mạch (phương pháp EVAR). So với mổ hở, phương pháp EVAR có tỷ lệ nguy cơ tử vong thấp hơn trong ngắn hạn và thời gian nằm viện ngắn hơn, nhưng không thể áp dụng trong mọi trường hợp. Không có sự khác biệt về tác động dài hạn giữa hai phương pháp này. Với phương pháp EVAR, thủ thuật có thể phải lặp lại nhiều lần.
Khoảng 2-8% nam giới trên 65 tuổi bị mắc bệnh phình động mạch chủ bụng. Số lượng nữ mắc bệnh chỉ bằng ¼ so với nam. Nếu túi phình có đường kính dưới 5,5 cm thì nguy cơ vỡ phình vào năm tiếp theo là dưới 1%. Nếu đường kính túi phình là 5,5–7 cm thì nguy cơ là 10%, và lên tới gần 33% nếu đường kính túi phình lớn hơn 33%. Tử suất là 85-90% nếu vỡ phình.  Trong năm 2013, phình động mạch chủ khiến 168.200 người chết, tăng so với con số 100.000 người năm 1990. Tại Hoa Kỳ, số người chết vì bệnh này năm 2009 nằm trong khoảng từ 10.000 đến 18.000 người.